# دانيال هاريس
دانيال هاريس (31 ديسمبر 1979 في أستراليا - ) (بالإنجليزية: Daniel Harris)‏ هو لاعب كريكت أسترالي ونيوزلندي. لعب مع Deccan Chargers ‏ وفريق جنوب أستراليا للكريكت ‏ وAdelaide Strikers ‏ وMelbourne Renegades ‏.

## وصلات خارجية
- دانيال هاريس على موقع إي آس بي آن كريك إنفو (الإنجليزية)